# NGC 5837
NGC 5837 (również PGC 53817 lub UGC 9686) – galaktyka spiralna z poprzeczką (SBbc), znajdująca się w gwiazdozbiorze Wolarza. Odkrył ją Lewis A. Swift 19 czerwca 1887 roku. Jest zaliczana do radiogalaktyk.
W galaktyce tej zaobserwowano supernowe SN 2014ac i SN 2015Z.